# هاري نيومان
هاري نيومان (بالإنجليزية: Harry Neumann)‏ هو مصور سينمائي أمريكي، ولد في 11 فبراير 1891 في شيكاغو في الولايات المتحدة، وتوفي في 14 يناير 1971 في هوليوود في الولايات المتحدة.

## وصلات خارجية
- هاري نيومان على موقع IMDb (الإنجليزية)
- هاري نيومان على موقع ألو سيني (الفرنسية)
- هاري نيومان على موقع أول موفي (الإنجليزية)
- هاري نيومان على موقع قاعدة بيانات الأفلام السويدية (السويدية)
- هاري نيومان على موقع قاعدة بيانات الفيلم (الإنجليزية)
- هاري نيومان على موقع كينوبويسك (الروسية)